# Neuenreuth (Mainleus)
Neuenreuth (oberfränkisch: Neuereud) ist ein Gemeindeteil des Marktes Mainleus im Landkreis Kulmbach (Oberfranken, Bayern). Neuenreuth liegt in der Gemarkung Proß.

## Geografie
Der Weiler liegt südwestlich des Motschenbaches an der Sommerleite. Die Kreisstraße KU 32 führt zur Kreisstraße KU 6 (1,1 km nördlich) bzw. nach Gundersreuth (1 km südöstlich). Eine Gemeindeverbindungsstraße führt nach Wolpersreuth (1,4 km nordöstlich).

## Geschichte
Der Ort wurde 1449 als „Newenrewt“ im Landbuch der Plassenburg erstmals urkundlich erwähnt. Das Grundwort neu diente zur Unterscheidung von den benachbarten, älteren Siedlungen Bechtelsreuth, Gundersreuth und Wolpersreuth.
Gegen Ende des 18. Jahrhunderts gab es in Neuenreuth 8 Anwesen (2 Halbhöfe, 1 Höflein, 1 Halbhöflein, 4 Sölden). Das Hochgericht, die Dorf- und Gemeindeherrschaft sowie die Grundherrschaft über sämtliche Anwesen übte das Giech’sche Amt Buchau aus.
Von 1797 bis 1810 unterstand der Neuenreuth dem Patrimonialgericht Thurnau. 1810 kam Ort zum Königreich Bayern. Mit dem Gemeindeedikt wurde Neuenreuth dem 1811 gebildeten Steuerdistrikt Buchau zugewiesen. Mit dem Gemeindeedikt von 1818 erfolgte die Überweisung an den Steuerdistrikt Peesten und der Ruralgemeinde Proß. Im Zuge der Gebietsreform in Bayern wurde Neuenreuth am 1. Juli 1976 in den Markt Mainleus eingegliedert.

## Religion
Neuenreuth ist seit der Reformation evangelisch-lutherisch geprägt und nach St. Aegidius (Melkendorf) gepfarrt.